# Rafael Espejo Rosal
Rafael Espejo y del Rosal (Córdoba, España, 1827, - Madrid, España, 30 de agosto de 1893), Médico, Veterinario, propietario de la Gaceta Médico-Veterinaria .
Hijo de Mariano y Francisca, ambos de Córdoba. Se casó con Eloisa del Castillo y Herrera.
Tuvo cinco hijos: Carmen, casada con Domingo Pacheco Durán quien fue veterinario de Barcarrota; Eloisa, casada con Manuel Maestro García, periodista e intelectual; Rafael, casado con Carmen Gabarrón; José y Antonio, casado con Victoria Arrarás.
- Datos: Q6097274